# Philip (scénariste)
Pour les articles homonymes, voir Philip et Gillain.
Philippe Gillain, dit Philip, né le 19 janvier 1942 à Dinant (province de Namur) et fils de Jijé (Joseph Gillain), a été le scénariste occasionnel de deux séries de son père publiées chez Dupuis : Jean Valhardi et Jerry Spring.

## Biographie
Philippe Gillain naît le 19 janvier 1942 à Dinant. Il grandit en voyageant beaucoup ainsi en 1948, la famille émigre aux États-Unis et flanquée de Franquin et Morris, elle débarque à New York et traverse l'Amérique en voiture, direction Los Angeles, puis, faute de visa, ils franchissent la frontière et s'établissent à Tijuana, puis à Cuernavaca où ils resteront près de deux ans. Ce périple sera décrit sous forme de bande dessinée par Yann et Olivier Schwartz en 2012 – l'album est publié chez Dupuis sous le titre Gringos locos.
Jijé s'installe ensuite avec sa famille à Wilton, dans le Connecticut, près de New York. De retour en Europe, Jijé installe sa famille à Cassis puis à Juan-les-Pins. Au milieu des années 1950, il achète une vieille orangerie à Draveil.
Philip, à l'âge de seize ans voit son nom mentionné sur le bandeau-titre du Mauvais Œil lors de sa parution dans le journal Spirou du 10 avril au 28 août 1958.
Il en est de même pour Le Secret de Neptune dont l’idée du scénario est encore suggérée par Philippe, Jean Valhardi est amené à parcourir le monde, publié dans le journal Spirou du 3 septembre 1959 au 28 janvier 1960.

### Essai de dessin animé
À l’automne 1959, Jijé et Philip s’intéressent de près au dessin animé, qu’ils estiment être un prolongement naturel de la bande dessinée. Le jeune lycéen, se procure le livre de John Halas et Roger Manvell, The Technique of Film Animation (« La technique du film d'animation », Focal Press, 1959), pour le guider dans cette nouvelle aventure. Il construit dans sa chambre une table d’animation équipée avec des manivelles et deux gros spots. Jijé lui achète une caméra Pathé Webo M16 16 mm d’occasion qui lui permet de prendre les clichés des celluloïds qui sont utilisés pour une animation de deux images par seconde. Philip élabore toute une scène qui sera dessinée par son père. Ce film publicitaire inédit pour Bonux est un banc d’essai pour Jijé qui se tourne vers son ami Bara pour lui proposer un dessin animé avec son personnage Max l’explorateur..

### Bonux-Boy
Parallèlement, à partir d'octobre 1960, il signe, dans Les Histoires de Bonux-Boy, le scénario de quatre courts récits de 8 planches chacune, dessinés par Jijé et son frère Benoît pour les trois premiers : Le X. 111 a disparu dans le no 5, Volant vole (no 15, septembre 1961), Les 2 font la paire (no 16, octobre 1961) et Le Retour du Galérien dessiné par le jeune Jean Giraud dans le no 18 de décembre 1961.

### ConcernantRendez-vous sur le Yukon
« Au terme de sa collaboration avec Giraud, Jijé reprend le dessin de Rendez-vous sur le Yukon qu’il avait laissé à la planche no 4 en novembre 1960. Entre juin et novembre 1961, il produit les 40 pages restantes au rythme de deux planches par semaine. C’est toujours Philip qui lui fournit le synopsis, inspiré par le désir de visiter le Canada et ses parcs nationaux ; il n’est cependant pas aux côtés de son père, puisqu’il doit accomplir son service militaire, dès le mois de mai et pour une durée d’un an. ».
Philippe Gillain remplit ses devoirs de citoyen et effectue son service militaire en Belgique du 29 mai 1961 au 27 mai 1962. Ainsi rendu à la vie civile, il suit des études de géologie à l’Université de Paris de septembre 1962 à juin 1966.
En été 1972, il déménage avec sa femme et ses trois enfants à Madrid en Espagne.

### Méthode de travail
Pour déterminer la participation de Philip aux « scénarios » de son père, il faut préciser qu’il ne rédige pas de texte comme le font les scénaristes professionnels avec une description case par case et ce page après page.
Philip, il est plus un donneur d’idées et son père élabore lui-même le découpage et les dialogues, de plus, il ne suit pas toujours les idées du scénariste comme dans le cas de La Fille du canyon.
Selon un enregistrement de François Deneyer, l'auteur de Joseph Gillain, une vie de bohème daté du 7 septembre 2017, Philip raconte : 

« Pour La Fille du canyon je crois avoir travaillé sur le scénario avec Joseph à Draveil. À l’origine je voulais que Jerry Spring tombe accidentellement dans un canyon et y trouve une fille à l’état sauvage, isolée du monde, un peu comme Robinson qui découvre Vendredi. Une rencontre entre un homme et une femme, pour humaniser Jerry qui rencontre une fille sans avoir Pancho à côté de lui. Je proposais donc une confrontation face à face dans le désert avec une fille. Mais Joseph a dévié de mon histoire et a fait une fille plutôt bon chic, bon genre. Il n’a pas voulu jouer le jeu. Joseph était très indépendant et pouvait facilement dévier d’un scénario pour faire ce qui lui semblait bon. »

  et il ajoute un peu plus tard : « Les scénarios que j’ai faits pour Joseph n’étaient pas des scénarios classiques, c’était des discussions, des débats d’idées, pour aboutir à un synopsis. Si ce n’était pas pour Joseph, je n’aurais pas fait de scénarios dans la bd. »

## De la paternité
Alors que son nom est explicitement associé, dans le journal Spirou et sur la page de titre des albums, aux premiers Valhardi auquel il collabore, Philip n’est explicitement crédité comme scénariste de Jerry Spring que dans La Route de Coronado, La Fille du canyon, Le Grand Calumet et L'Or de personne. Peut-être est-ce parce que Jijé modifiait assez peu les intrigues que lui soumettait Philip pour Valhardi, alors qu'il adaptait plus librement les idées que son fils lui proposait pour Jerry Spring. Voici comment se sont passés les débuts de leur collaboration :

« À l’époque, j’avais seize-dix-sept ans et j’étais au lycée de Montgeron. Un jour, j’ai dit à mon père que j’aimerais bien lui écrire un scénario. J’imaginais que tout était improvisé, mais mon père m’a détrompé. Il fallait suivre des règles strictes : “Tu dois commencer par faire un synopsis et connaître la fin de l’histoire. Ensuite, il faut créer un mystère, un crescendo et, enfin, une révélation.” C’est comme ça que je me suis lancé dans le scénario du Mauvais Œil ! Au départ, je pensais décrire en détail chaque case, mais mon père m’a demandé de lui raconter la trame générale, puis les scènes au fur et à mesure, parfois même au-dessus de son épaule pendant qu’il dessinait ! Il lui arrivait de me dire : “Ça, c’est mauvais, je vais changer !” Il pouvait être très interventionniste. Chaque soir, en rentrant du lycée, je découvrais le travail de la journée. »

Certes, il est probable que Philip n'ait pas du tout collaboré au scénario de l'aventure de Jerry Spring El Zopilote. C'est en tout cas ce que déclare clairement Thierry Martens lorsqu'il écrit en introduction au Tout Jijé 1961-1963, paru en 1995 : « Son fils Philippe accomplit ses obligations militaires et Joseph Gillain a repris seul la conception de ses scénarios. » L'affirmation de Thierry Martens s'applique donc aussi à Rendez-vous sur le Yukon, aventure de Valhardi qui fait partie du même volume de la série Tout Jijé.

## Publications

### Albums de bande dessinée

#### Jerry Spring
- 9. Fort Red Stone, Dupuis, Marcinelle, 1960
Scénario : Philip - Dessin : Jijé - Couleurs : quadrichromie
- 10. Le Maître de la Sierra, Dupuis, Marcinelle, 1962
Scénario : Philip - Dessin : Jijé - Couleurs : quadrichromie
- 11. La Route de Coronado, Dupuis, Marcinelle, 1962
Scénario : Philip - Dessin : Jijé - Couleurs : quadrichromie
  - Album no 15 : Mon ami Red, 1965.
  - Album no 22 : L'Or de personne, 1975.
- 16. La Fille du canyon, Dupuis, coll. « Jerry Spring », Marcinelle, 3e trimestre 1977
Scénario : Philip - Dessin : Jijé - Couleurs : quadrichromie -  (ISBN 2-8001-0555-0)
- 17. Le Grand Calumet, Dupuis, coll. « Jerry Spring », Marcinelle, 4e trimestre 1978
Scénario : Philip - Dessin et couleurs : Jijé -  (ISBN 2-8001-0601-8)

Sa collaboration à l'épisode suivant est mise en doute :
- Album Jerry Spring no 12 : El Zopilote, dessin de Jijé, Dupuis, 1964.

#### Jean Valhardi
- - Album no 9 : Le Mauvais Œil, dessin de Jijé, Dupuis, 1960.
  - Album no 10 : Le Secret de Neptune, dessin de Jijé, Dupuis, 1961.

### Publications en revues et journaux

#### dansSpirou
Pour la série Jerry Spring
- Fort Red Stone : Philip est mentionné (bandeau-titre) comme scénariste, publication dans le journal Spirou[9] du 9 octobre 1958 au 5 mars 1959.
- Le Maître de la Sierra : Philip est mentionné comme scénariste, publication dans le journal Spirou du 4 février au 1er septembre 1960.
- La Route de Coronado : Philip est mentionné comme scénariste, publication dans le journal Spirou du 16 février au 13 juillet 1961.
- El Zopilote : Philip n’est pas mentionné comme scénariste, publication dans le journal Spirou du 12 avril au 6 septembre 1962.
- Mon Ami Red : Philip n’est pas mentionné comme scénariste, publication dans le journal Spirou du 11 juin au 3 septembre 1964.
- L'Or de personne : Philip est mentionné comme scénariste, publication dans le journal Spirou du 6 juin au 7 novembre 1974.
- La Fille du canyon : Philip est mentionné comme scénariste, publication dans le journal Spirou du 25 mars au 5 août 1976.
- Le Grand Calumet : Philip est mentionné comme scénariste, publication dans le journal Spirou du 9 juin au 13 octobre 1977.

#### dansBonux Boy
- Le X. 111 a disparu (8 planches), dessin Jijé et Benoît, scénario Philip (dans Les Histoires de Bonux-Boy no 5, octobre 1960)
- Volant vole (8 planches), dessin Jijé et Benoît, scénario Philip (dans Les Histoires de Bonux-Boy no 15, septembre 1961)
- Les 2 font la paire (8 planches), dessin Jijé et Benoît, scénario Philip (dans Les Histoires de Bonux-Boy[4] no 16, octobre 1961)
- Le Retour du Galérien (8 planches), dessin Giraud, scénario Philip (dans Les Histoires de Bonux-Boy no 18, décembre 1961)

#### dansPilote
- Héritiers de Guynemer[10] (6 planches), dessin Dan Francis, Accart dans Pilote no 442, 1968

#### dansJohnny
- Hud le spécialiste[11] nos 1 à 6 en 1970.

#### Livres
: document utilisé comme source pour la rédaction de cet article.
- Jean Van Hamme, Introduction à la bande dessinée belge, Bruxelles, Bibliothèque royale de Belgique, 1968, 80 p., ill. ; 26 cm (lire en ligne), p. 40[catalogue] publié à l'occasion de l'exposition La bande dessinée en Belgique, Bibliothèque Albert Ier, [Bruxelles], du 29 juin au 25 août 1968.
- Henri Filippini, « Gillain, Philip », dans Dictionnaire de la bande dessinée, Paris, Bordas, 1989, 731 p., ill. ; 27 cm (ISBN 2-04-018455-4, OCLC 1244909550, BNF 35065653, présentation en ligne), p. 626.
- François Deneyer, Joseph Gillain, une vie de bohème, Bruxelles, Musée Jijé, 16 novembre 2020, 439 p., ill. (ISBN 978-2-9601892-1-6, OCLC 1226681973, BNF 41482288, présentation en ligne), p. 282, 286, 287, 289, 295, 302, 319, 357, 386, 389, 404.